# Eurythoe complanata
Eurythoe complanata é uma espécie de anelídeo pertencente à família Amphinomidae.
A autoridade científica da espécie é Pallas, tendo sido descrita no ano de 1766.
Trata-se de uma espécie presente no território português, incluindo a sua zona económica exclusiva.

## Características
Eurythoe complanata é um complexo formado por três espécies crípticas, ou seja, um grupo de espécies que são morfologicamente idênticas, isoladas reprodutivamente e muito frequentemente simpátricas (quando não envolve isolamento geográfico em populações habitando a mesma área restrita). De acordo com o conceito biológico. Nesse caso serão duas do Oceano Atlântico e uma do Oceano Pacífico. Pode ser encontrado no litoral de diversos países. Nas ilhas oceânicas do Brasil, existem duas dessas espécies crípticas de Eurythoe complanata vivendo em simpatria. Também pode ser encontrado em território português.

## Distribuição geográfica
O verme de fogo se encontra predominantemente em regiões tropicais e vivem em recifes de corais ou embaixo de pedras em fundos lamosos ou arenosos, podendo ser encontrados na maior parte do litoral brasileiro, principalmente no sul, sudeste e nordeste. São considerados animais bentônicos, por viverem sob pedras ou entre outros seres, principalmente em locais rasos. Foi descrita primeiramente na região do caribe. Espécie circuntropical, amplamente distribuída nas regiões tropicais e temperadas. Ocorre desde a região entre marés até cerca de 30 metros de profundidade. Nos Estados de Alagoas e Sergipe foi registrada em profundidades entre 21m a 50 m, em fundos com conglomerados de algas calcárias (plantas marinhas, cheias de carbonato de cálcio, que ocorrem em todos os oceanos das regiões entre marés até grandes profundidades, ao lado dos corais, são os principais responsáveis pela construção de recifes naturais).

## Descrição
Pode alcançar até cerca de 20 cm de comprimento, possuem um corpo robusto de coloração rosada a alaranjada com brânquias dorsais vermelhas. Possuem grandes e numerosas cerdas brancas, que vão servir para a defesa do animal, as quais podem causar irritação ao penetrarem na pele, caso algum indivíduo ou predador que entre em contato com o animal, por isso são conhecidos como verme-de-fogo. Os organismos vão possuir um modo de vida sedentário, não irão se locomover ou ir atrás de seu alimento, possuem movimentos lentos e hábitos noturnos, sendo também uma espécie fotofóbica, com sensibilidade à luz. Possuem hábitos gregários, comportamento que está presente em animais que se unem por interesses comuns. Não há separação de espaço entre jovens e adultos e por isso vão compartilhar do mesmo espaço.

## Dieta
São animais onívoros, ou seja, possuem hábitos alimentares mais diversificados, conseguindo digerir diferentes tipos de alimentos e também consomem organismos mortos, tendo grande concentração de metais pesados como cobre e chumbo.

## Importância econômica
Muito explorados pela indústria de aquariofilia, sendo comumente usada em estudos de farmacologia, fisiologia e bioquímica. Os poliquetas são ainda muito utilizados para indicar o grau de poluição nos oceanos, devido a sua sensibilidade às variações do meio e a sua expressiva abundância e vêm sendo constantemente utilizados como bioindicadores para avaliação de toxicidade ambiental.

## Reprodução
Possuem ciclos anuais tanto de reprodução sexuada como de reprodução assexuada. Apresentam larvas de longa permanência no Plâncton o que contribui para uma distribuição mais ampla.

## Status de ameaça
Infelizmente, é uma espécie considerada ainda ameaçada de extinção pelo Ministério do Meio Ambiente (Brasil). A espécie sofre com constantes intervenções humanas com ataques principalmente ao seu habitat, a partir da degradação e descaracterização desses espaços, seja por causa da construção de casas ou pela construção de estradas, além da ocupação irregular das praias e os efeitos da Poluição que afetam muitos outros organismos, a partir do esgoto doméstico, industrial e agrícola, e também com o derramamento produtos químicos e óleo nos oceanos.
Há também a grande exploração pela indústria aquarofílica, que acaba ameaçando a espécie. A enorme quantidade de matéria orgânica, quase sem tratamento prévio, despejada nos oceanos, além de causar graves consequências ao equilíbrio ecológico dos ambientes marinhos, também se torna um problema de saúde pública.

## Meios de conservação no Brasil
O Brasil ainda é um país que carece de meios de conservação da vida e por isso é preciso a tomada de políticas públicas. É necessário que haja o cuidado da biodiversidade como um todo, a partir da manutenção da poluição que o ser humano causa e o uso consciente dos recursos biológicos. É recomendado ações como a recuperação e proteção dos locais onde o verme de fogo vive, e é preciso haver uma atenção especial em áreas onde há uma maior densidade de pessoas, pois serão as áreas mais afetadas pelas descargas de poluentes e resíduos químicos que vão estar causando alterações mais graves no meio ambiente. Quando necessário, será preciso manter a fiscalização e a atuação dos órgãos responsáveis, caso seja preciso a aplicação das leis de Crime ambiental no Brasil, a fim de diminuir os danos. O incentivo e investimento em pesquisas científicas sobre a biologia da espécie e de sua variabilidade genética também são importantes, para o controle da exploração desses indivíduos, além da implementação de programas apoiem a educação ambiental, que ainda é muito pouco explorada no país. As unidades de conservação ainda são insuficientes em extensão e em número e muitas vezes não tiveram seus planos de manejo elaborados ou implementados ou não possuem infraestrutura adequada para funcionarem devidamente.
Trata-se de uma espécie presente no território português, incluindo a sua zona económica exclusiva.